# فهم القرآن الحكيم التفسير الواضح حسب ترتيب النزول

محمد عابد الجابري

فهم القرآن الحكيم التفسير الواضح حسب ترتيب النزول هو كتاب للمفكر والفيلسوف المغربي محمد عابد الجابري صادر عن مركز دراسات الوحدة العربية سنة 2008 في ثلاثة أقسام.    يهدف الكتاب إلى إيجاد مقاربة تفسيرية جديدة للقرآن تعتمد اتباع ترتيب النزول بدل ترتيب السور، الذي اعتمدته سائر التفاسير القديمة والحديثة 
و يمثل  قراءته الأخيرة للقرآن الكريم من خلال رباعيته حول فهم القرآن الحكيم؛ ويعد من أهمّ وأوسع القراءات المعاصرة، حيث خصّ الجزء الأول بمدخل للتعريف بالقرآن، عارضًا رؤيته ومنهجيته للتعاطي مع الموضوع والدواعي التي جعلته يكتب في هذا الميدان، حيث اعتبر ذلك استمرارية لمشروعه في النقد الإبستمولوجي للتراث، ثم أتبع المدخل بأجزاء ثلاثة؛ كتطبيق عملي لما نظر له وقعّد من قواعد.

## نقد
التعريف الذي اختاره الجابري للقرآن يؤُول في نهاية المطاف، حتى وإن لم يقصد الجابري إلى ذلك، يؤُول إلى نزع القداسة عن القرآن الكريم ونزع صفة الإعجاز والتواتر عنه؛ وتلك من أهم خصائص القرآن المميزة له عن غيره.
كما أن الجابري يهدر الدلالة اللغوية لصالح ميوعة الفهم وتمطيط دلالات القرآن، فيصبح النصّ القرآني قالبًا ووعاءً مَرِنًا يتشكّل حسب ما نريد، لا بحسب ما يقتضيه معنى الخطاب القرآني ومقاصده. وهذا دأب كلّ أصحاب القراءات المعاصرة مع الضوابط اللغوية، ولقد أعطى الجابري لنفسه الحقّ في انتقاد جامعي اللغة، وكان يصحِّح ويضعِّف، وإِذْ نُقِرّ بمكانة الجابري العلمية وموسوعيته وسعة اطلاعه، لكنه ليس من المختصّين في اللغة ليستدرك على المعاجم واللغويين كما فعل مع (الزجّاج في مسألة الأمّية).
وعليه، فالجابري لا يقيم للضابط اللغوي وزنًا وإن تظاهَر بذلك، ولا سيما أن الجابري له موقف خاصّ من العقل البياني، فهذا من امتدادات الموقف من البيان في فهم القرآن، ومن ترسباته. وإذا كان الجابري وقع في التناقض بين القول بمعهود العرب لمحاصرة الخطاب القرآني في البيئة الثقافية لزمن نزوله، ثم بدأ يطوِّع الآيات ليضمّنها من المعاني ما يتماشَى مع طرحه ورؤيته، فإنّ المفسِّرين أخذوا بهذه القاعدة ولكنهم لم يجنحوا كما وقع للجابري. وهذا ما فنيت فيه أعمار العلماء في كشفه في نظرية الإعجاز التي قزّم الجابري من اعتبارها؛ «لأنّ القرآن الكريم قد عبّر عن الحقيقة بألفاظ تستوعب ما عهدوا في الوقت الذي لم يجرح فيه الحقيقة الكونية وما في الواقع، وذلك من جملة إعجازه حين يخاطب العصور، فيدرك كلٌّ فيها بغيته من غير مخالفة الواقع الكوني»

## القسم الأول
ركز الجابري في القسم الأول من على المراحل التالية في مسار التنزيل و مسيرة الدعوة خلال العهد المكي :
- المرحلة الأولى في النبوة و الربوبية والألوهية.
- المرحلة الثانية في البعث و الجزاء و مشاهد القيامة.
- المرحلة الثالثة في ابطال الشرك و تسفيه عبادة الأصنام.

و يضم هذا القسم اثنتين و خمسين سورة من سورة العلق الى سورة يوسف.

## القسم الثاني
ركز الجابري في هذا القسم على مرحلة الصدع بالدعوة في تاريخ الجهر بها و الاتصال بالقبائل لنصرة المسلمين ثم حصار النبي و أهله في شعب أبي طالب و هجرة المسلمين الى الحبشة واخيرا الهجرة الى المدينة المنورة.